# Carolina de Stolberg-Gedern
La princesa Carolina Augusta de Stolberg-Gedern fue la esposa de Carlos Bernardo Fitz-James Stuart y Silva, IV duque de Liria y Jérica, IV duque de Berwick, entre otros muchos títulos nobiliarios.

## Casa de Stolberg
Provenía de la casa de Stolberg-Gedern, una rama menor de la casa de Stolberg (provenientes del Harz, en el actual estado de Sajonia-Anhalt, Alemania). Los príncipes y condes de Stolberg formaban parte de una extensa familia alemana de la alta aristocracia en el Sacro Imperio Romano Germánico.

## Primeros años
En 1758, cuando la Princesa Carolina contaba tan solo con tres años de edad, su padre fue abatido en la batalla de Leuthen, por lo que tanto ella como sus hermanas, las Princesas Luisa (1752-1824), Francisca Claudia (1756-1836) y Teresa (1757-1837), fueron enviadas a ser educadas en la escuela adjunta al convento de St. Waudru, en la ciudad de Mons, Bélgica. La misión de este convento era proporcionar un hogar a jóvenes damas de la nobleza que no disponían de suficientes medios económicos para vivir sin haber contraído matrimonio.

## Matrimonio y descendencia
El 9 de octubre de 1771 contrae matrimonio en Valencia, con Carlos Bernardo Fitz-James Stuart y Silva, duque de Liria y Jérica (Liria, 25 de marzo de 1752-Madrid, 7 de septiembre de 1787).
El matrimonio tuvo dos hijos, en primer lugar Jacobo Felipe Carlos Pascual Cayetano Vicente Fitz-James Stuart de Stolberg-Gedern (Paris, 25 de febrero de 1773-Madrid, 3 de abril de 1794) V duque de Liria y Jérica, y en segundo lugar, María Francisca Fernanda Teresa Ana Fitz-James Stuart de Stolberg-Gedern (22 de marzo de 1775-22 de septiembre de 1852).
En el año 1793 se casó en segundas nupcias con Paolo di Sangro, II príncipe de Castelfranco (Nápoles, 18 de junio de 1746-París, 24 de enero de 1815). Fruto de esta unión no hubo descendencia.

## Órdenes
Desde el 17 de diciembre de 1792 fue dama de la Orden de las Damas Nobles de la Reina María Luisa, con el número 36.

## Fallecimiento
Falleció en Saint-Gratien (Île-de-France, Francia) el 15 de abril de 1828, a la edad de 73 años.

## Ancestros
|  |                                                      |  |  |  |  |  |  |  |  |  |  |  |  |  |  |  |
|  | 8. Conde Luis Cristián de Stolberg-Gedern            |  |  |  |  |  |  |  |  |  |  |  |  |  |  |  |
|  |                                                      |  |  |  |  |  |  |  |  |  |  |  |  |  |  |  |
|  |                                                      |  |  |  |  |  |  |  |  |  |  |  |  |  |  |  |
|  | 4. Príncipe Federico Carlos de Stolberg-Gedern       |  |  |  |  |  |  |  |  |  |  |  |  |  |  |  |
|  |                                                      |  |  |  |  |  |  |  |  |  |  |  |  |  |  |  |
|  |                                                      |  |  |  |  |  |  |  |  |  |  |  |  |  |  |  |
|  | 9. Cristina de Mecklemburgo-Güstrow                  |  |  |  |  |  |  |  |  |  |  |  |  |  |  |  |
|  |                                                      |  |  |  |  |  |  |  |  |  |  |  |  |  |  |  |
|  |                                                      |  |  |  |  |  |  |  |  |  |  |  |  |  |  |  |
|  | 2. Príncipe Gustavo Adolfo de Stolberg-Gedern        |  |  |  |  |  |  |  |  |  |  |  |  |  |  |  |
|  |                                                      |  |  |  |  |  |  |  |  |  |  |  |  |  |  |  |
|  |                                                      |  |  |  |  |  |  |  |  |  |  |  |  |  |  |  |
|  | 10. Luis Crato de Nassau-Saarbrücken                 |  |  |  |  |  |  |  |  |  |  |  |  |  |  |  |
|  |                                                      |  |  |  |  |  |  |  |  |  |  |  |  |  |  |  |
|  |                                                      |  |  |  |  |  |  |  |  |  |  |  |  |  |  |  |
|  | 5. Condesa Luise Henriette von Nassau-Saarbrücken    |  |  |  |  |  |  |  |  |  |  |  |  |  |  |  |
|  |                                                      |  |  |  |  |  |  |  |  |  |  |  |  |  |  |  |
|  |                                                      |  |  |  |  |  |  |  |  |  |  |  |  |  |  |  |
|  | 11. Condesa Felipa Enriqueta de Hohenlohe-Langenburg |  |  |  |  |  |  |  |  |  |  |  |  |  |  |  |
|  |                                                      |  |  |  |  |  |  |  |  |  |  |  |  |  |  |  |
|  |                                                      |  |  |  |  |  |  |  |  |  |  |  |  |  |  |  |
|  | 1. Princesa Carolina de Stolberg-Gedern              |  |  |  |  |  |  |  |  |  |  |  |  |  |  |  |
|  |                                                      |  |  |  |  |  |  |  |  |  |  |  |  |  |  |  |
|  |                                                      |  |  |  |  |  |  |  |  |  |  |  |  |  |  |  |
|  | 12. Príncipe Philippe Emanuel de Hornes              |  |  |  |  |  |  |  |  |  |  |  |  |  |  |  |
|  |                                                      |  |  |  |  |  |  |  |  |  |  |  |  |  |  |  |
|  |                                                      |  |  |  |  |  |  |  |  |  |  |  |  |  |  |  |
|  | 6. Príncipe Maximilian Emanuel de Hornes             |  |  |  |  |  |  |  |  |  |  |  |  |  |  |  |
|  |                                                      |  |  |  |  |  |  |  |  |  |  |  |  |  |  |  |
|  |                                                      |  |  |  |  |  |  |  |  |  |  |  |  |  |  |  |
|  | 13. Princesa Marie Anne Antoinette de Ligne          |  |  |  |  |  |  |  |  |  |  |  |  |  |  |  |
|  |                                                      |  |  |  |  |  |  |  |  |  |  |  |  |  |  |  |
|  |                                                      |  |  |  |  |  |  |  |  |  |  |  |  |  |  |  |
|  | 3. Princesa Elizabeth Philippine Claudine de Hornes  |  |  |  |  |  |  |  |  |  |  |  |  |  |  |  |
|  |                                                      |  |  |  |  |  |  |  |  |  |  |  |  |  |  |  |
|  |                                                      |  |  |  |  |  |  |  |  |  |  |  |  |  |  |  |
|  | 14. Thomas Bruce, II Conde de Ailesbury              |  |  |  |  |  |  |  |  |  |  |  |  |  |  |  |
|  |                                                      |  |  |  |  |  |  |  |  |  |  |  |  |  |  |  |
|  |                                                      |  |  |  |  |  |  |  |  |  |  |  |  |  |  |  |
|  | 7. Lady Marie Therese Charlotte Bruce                |  |  |  |  |  |  |  |  |  |  |  |  |  |  |  |
|  |                                                      |  |  |  |  |  |  |  |  |  |  |  |  |  |  |  |
|  |                                                      |  |  |  |  |  |  |  |  |  |  |  |  |  |  |  |
|  | 15. Charlotte d'Argenteau, Condesa d'Esneux          |  |  |  |  |  |  |  |  |  |  |  |  |  |  |  |
|  |                                                      |  |  |  |  |  |  |  |  |  |  |  |  |  |  |  |
|  |                                                      |  |  |  |  |  |  |  |  |  |  |  |  |  |  |  |